# Меріллін Г'юсон
Меріллін Адамс Г'юсон (англ. Marillyn Hewson нар. 27 грудня 1953 (71 рік) , Джанкшен-Сіті ) — американська підприємиця, президент та головна виконавча директорка компанії з виробництва аерокосмічної та оборонної промисловості «Lockheed Martin».

## Життєпис
Меріллін Г'юсон народилась в Джанкшен-Сіті, штаті Канзас, в родині Воррена Адамса та Мері Адамс. Уоррен Адамс познайомився з майбутньою дружиною Мері в Канзасі під час Другої світової війни. Обидва хотіли потрапити в діючу армію. Комісія Воррена не пропустила через стару травму — він потрапив під копита коня, коли був підлітком. Замість того, щоб поїхати додому, він влаштувався в гарнізон цивільним фахівцем. Мері Адамс працювала в Жіночому Армійському корпусі медсестрою і вчилася на фармацевта.
Подружжя залишилися при армії і після війни. Сім'я їздила по всій країні за батьком, отримували роботу в різних гарнізонах. 1963 рік застав Адамсів на Алясці, де Воррен раптово помер від інфаркту. Завдяки страховці чоловіка Мері з п'ятьма дітьми у віці від 15 до 5 років повернулася в Канзас і купила будинок з декількома зайвими кімнатами, які можна було здавати. На цьому гроші закінчилися.

Вдова зіткнулася з серйозною дилемою: їй потрібно було працювати на знос, щоб утримувати дітей, але при цьому хотілося хоча б іноді їх бачити. Вона вирішила питання, найнявшись на півставки в буфет школи, де вони навчалися. Багато пізніше Мерілін напише в есе «Сила матері»:
Мама намагалася якомога краще підготувати нас до життя, тому потроху привчала виконувати дорослі обов'язки. Старші доглядали за молодшими. Ми ходили оплачувати рахунки, прибиралися в будинку, самі фарбували стіни, робили дрібний ремонт собі і мешканцям. З 9 років Меріллін відповідала за покупку продуктів. Мама давала $5, список приблизно на $7 і напуття: „Впевнена, ти збагнеш, на чому краще зекономити“. Звичка до відповідальності зробила дівчину сильнішою, розумнішою, самостійнішою у справах і думках. Мері Адамс надходила як великий лідер: виховувала наступне покоління лідерів».
Не дарма Меріллін Г'юсон приписують стійкість, працьовитість, рішучість, та лідерські навички, як в її матері.
Згодом Меріллін Г'юсон здобула ступінь бакалавра наук з ділового адміністрування та ступінь магістра мистецтв з економіки в Університеті Алабами, також відвідувала програми розвитку школи Колумбії та Гарвардської бізнес-школи.

## Кар'єра
Меріллін Г'юсон приєдналася до корпорації «Lockheed» у 1983 році. Вона обіймала різні керівні посади в компанії, включаючи президента та головного операційного директора, виконавчого віцепрезидента з бізнес-сфери електронних систем «Lockheed Martin», президента «Lockheed Martin Systems Integration», виконавчого віцепрезидента Global Sustainmen, президент і генеральний менеджер авіаційного центру Kelly, LP, і президент Lockheed Martin Logistics Services.
9 листопада 2012 року вона була обрана до ради директорів компанії «Lockheed Martin». Вона є генеральним директором з січня 2013 року. Меріллін Г'юсон також є членом ради директорів Національних лабораторій Sandia з 2010 року та DuPont з 2007 року. Починаючи з перебування на посаді генерального директора у 2013 році, ринкові акції компанії Lockheed зросли вдвічі.
У липні 2015 року Меріллін оголосила про придбання Lockheed літаків Sikorsky Aircraft, виробників вертольотів Sikorsky UH-60 Black Hawk, надавши «Lockheed» власні можливості створення вертольотів. Меріллін Г'юсон також спрямовує більше зусиль компанії на створення військового обладнання. Меріллін Г'юсон приєдналася до правління Johnson & Johnson у 2019 році.
16 березня 2020 року «Lockheed» оголосив, що Меріллін Г'юсон стане виконавчою головою правління та буде замінена на посаду генерального директора 15 червня.

## Визнання
У 2010, 2011, 2012 та 2015 роках Меріллін Г'юсон була названа однією з «50 найпотужніших жінок у бізнесі» за версією журналу «Fortune». У випуску «Fortune» 15 вересня 2015 року вона посіла 4-те місце, а у 2018 році була названа наймогутнішою жінкою світу за версією цього ж журналу.
Меріллін Г'юсон була названа 21-ю наймогутнішою жінкою у світі за версією «Forbes» у 2014 році, а у 2015 році — 20-ю наймогутнішою жінкою у світі.
У 2018 році Forbes назвав її  дев'ятою наймогутнішою жінкою у світі. У 2019 році вона була занесена до десятки цієї ж категорії.
Компанія Меріллін Г'юсон була представлена у випуску «Wash100» у 2017 на  міжнародному ринку.
У 2017 році Меріллін Г'юсон була занесена до № 35 у Гарвардському огляді бізнесу «Найефективніші керівники у світі 2017».
Меріллін Г'юсон була призначена «генеральним директором року» за 2018 рік за версією журналу «Chief Executive», і була членом відбіркової комісії за 2019 рік.
У 2018 році Меріллін Г'юсон була також нагороджена премією Едісона за її лідерство та досягнення у наданні постійного внеску у світ інновацій.

## Особисте
Меріллін Г'юсон одружена, наразі мешкає в місті Маклін, штат Вірджинія.